# Petra Miescher
Petra Miescher (Altstätten, 29 dicembre 1971) è una politica liechtensteinese, sindaca di Vaduz dal 2023 al 2024.

## Biografia
Petra Miescher è nata ad Altstätten, in Svizzera, una dei due figli dell'imprenditore Christian Eggenberger e dell'impiegata commerciale Hedi Ospelt.
Cresciuta a Vaduz, vi frequentò la scuola primaria e secondaria dal 1978 al 1987, per poi formarsi come infermiera all'ospedale pediatrico di San Gallo tra il 1990 e il 1993.
Ha lavorato all'ospedale di Grabs (1993-1996; 1997-2009; 2011-2023) compiendo però anche soggiorni all'estero, di cui uno a Sydney dal 2009 al 2011. Dal 1998 al 2000 si specializzò presso la Società svizzera per infermieri (SBK) a Zurigo.
Nella stessa città si formò in psicologia d'urgenza presso la Società svizzera per la psicologia applicata (SBAP) nel 2018, anno in cui entrò a far parte della squadra d'intervento in caso di crisi del Liechtenstein (KIT), rimanendovi fino al 2023.

### Attività politica

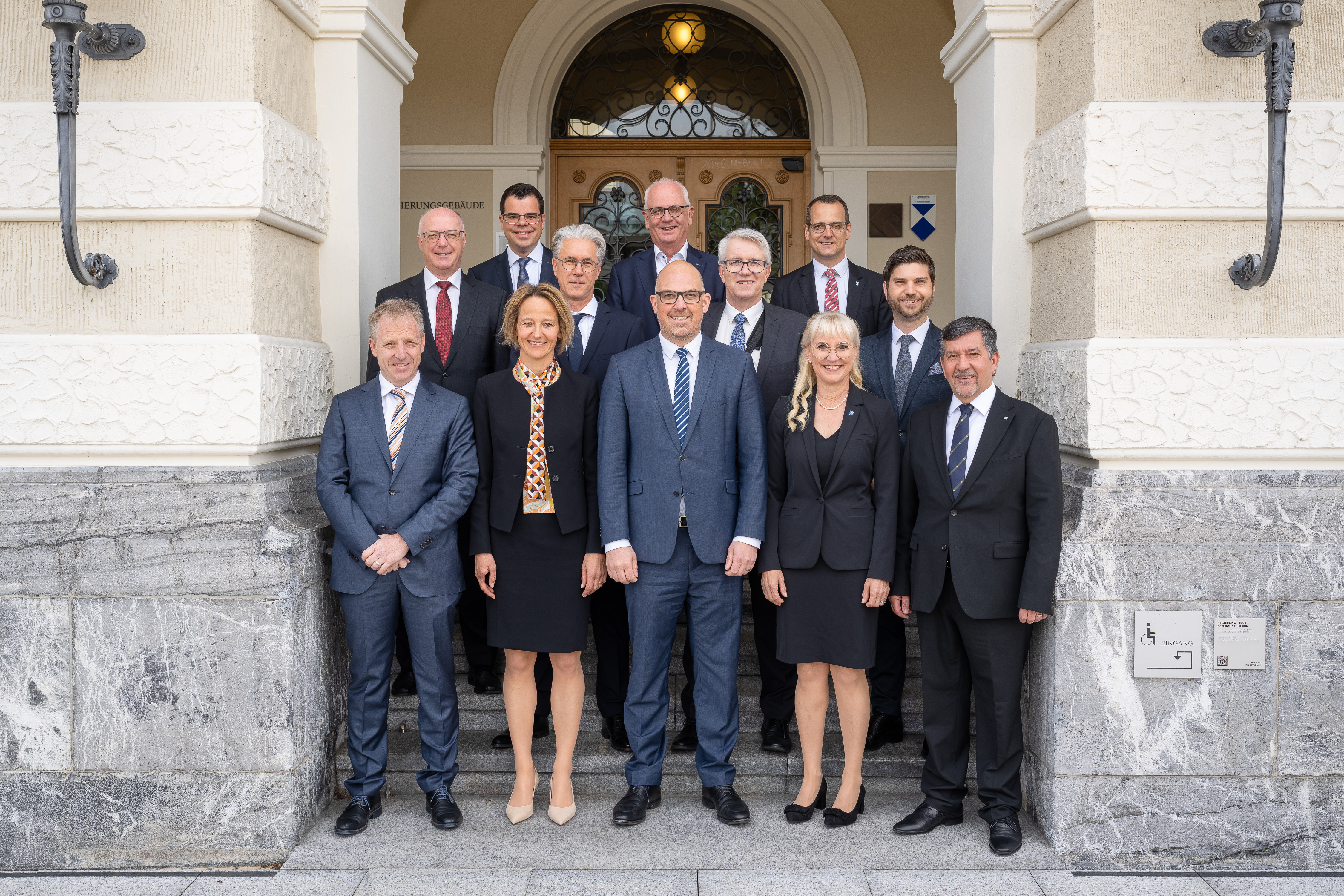
Petra Miescher con i sindaci dei comuni del Liechtenstein e il primo ministro Daniel Risch il 12 maggio 2023

Dal maggio 2019 fino al 2023 fece parte del consiglio comunale di Vaduz.
Si candidò alle elezioni comunali a Vaduz il 5 marzo 2023 con il partito Unione Patriottica, vincendole col 55,3% dei voti contro l'avversario Manfred Bischof. Ad aprile cessò le sue attività professionali, per poi entrare in carica come sindaca il 1⁰ maggio, prima donna a ricoprire tale ufficio.
Tra il mese di dicembre e il marzo del 2024 sospese i suoi incarichi per motivi di salute, venendo sostituita dal suo vice Florian Meier; il 24 maggio presentò le proprie dimissioni.

## Vita privata
Dal 1⁰ settembre del 1995 è sposata con il geologo e preside Daniel Miescher (23 febbraio 1967); è madre di tre figli.